# Coupe de France 1922/23
Het seizoen 1922/23 was het zesde seizoen van de Coupe de France in het voetbal. Het toernooi werd georganiseerd door de Fédération Française de Football Association (FFFA) .
Dit seizoen namen er 305 clubs aan deel (46 meer dan aan de vorige editie). De competitie eindigde op 6 mei 1923 met de finale in het Stade Pershing in Parijs. De zege ging voor de derde opeenvolgende keer naar Red Star Amical Club die FC Cette met 4-2 versloeg.

## Uitslagen

### 1/32 finale
De 1/32e finale was de vierde ronde, inclusief de voorronde. De wedstrijden werden op 3 december 1921 gespeeld, de beslissingswedstrijden op 17 december.
| Winnaar               | Uitslag     | Verliezer                      |
| --------------------- | ----------- | ------------------------------ |
| Red Star Amical Club  | 5-1         | FC Bischwiller 07              |
| FC Cette              | 3-0         | Stade Raphaëlois               |
| Olympique Paris       | 4-3         | SM Caen                        |
| FC Rouen              | 4-0         | JS Desvroise                   |
| RC Roubaix            | 5-1         | USA Clichy                     |
| Stade Rennes          | 3-1         | Armoricaine Brest              |
| FEC Levallois         | 2-0         | RC Arras                       |
| SC Nîmes              | 2-1         | Section Burdigalienne Bordeaux |
| US Tourcoing          | 2-0         | UA Paris XVIe                  |
| AS Française Paris    | 1-1 nv; 5-0 | US Belfort                     |
| Racing Club de France | 3-0         | FC Mulhouse                    |
| CAP-Gallia Club       | 3-1         | CS Jean Bouin Angers           |
| CASG Paris            | 1-0         | AS Mulhouse                    |
| Le Havre AC           | 6-1         | SO L’Est                       |
| Olympique Lille       | 8-1         | Stade Compiègne                |
| Olympique Marseille   | 4-0         | La Bastidienne Bordeaux        |

| Winnaar             | Uitslag     | Verliezer              |
| ------------------- | ----------- | ---------------------- |
| AS Brest            | 4-2         | Stade Nantes           |
| US Suisse Paris     | 5-2         | AS Lyon                |
| Lyon OU             | 2-1         | AS Cannes              |
| US Dunkerque-Malo   | 0-0 nv; 3-2 | Stade Français         |
| US Quevilly         | 3-0         | AC Amiens              |
| Club Français       | 2-0         | AS Strasbourg          |
| Red Star Strasbourg | 3-0         | SC Reims               |
| VGA Médoc           | 3-1         | Olympique Antibes      |
| CA Vitry            | 3-2         | CA Metz                |
| SC Sélestat         | 2-0         | Stade Roubaix          |
| US Saint-Servan     | 1-0         | AF La Garenne-Colombes |
| Racing Calais       | 2-0         | SC Caudry              |
| Stade Bordeaux      | 6-0         | SO Montpellier         |
| US Boulogne         | 1-1 nv; 1-0 | JA Saint-Ouen          |
| AS Amicale Paris    | 0-0 nv; 1-0 | FC Dieppe              |
| AS Valentigney      | 1-0         | SA Provençaux          |

### 1/16 finale
De wedstrijden werden op 7 januari 1923 gespeeld. De twee beslissingswedstrijden op 21 januari gespeeld.
| Winnaar              | Uitslag     | Verliezer           |
| -------------------- | ----------- | ------------------- |
| Red Star Amical Club | 2-0         | AS Brest            |
| FC Cette             | 1-1 nv; 3-2 | US Suisse Paris     |
| Olympique Paris      | 10-0        | Lyon OU             |
| FC Rouen             | 2-1         | US Dunkerque-Malo   |
| RC Roubaix           | 5-1         | US Quevilly         |
| Stade Rennes         | 4-2         | Club Français       |
| FEC Levallois        | 1-1 nv; 2-0 | Red Star Strasbourg |
| SC Nîmes             | 2-1         | VGA Médoc           |

| Winnaar               | Uitslag | Verliezer        |
| --------------------- | ------- | ---------------- |
| US Tourcoing          | 2-0     | CA Vitry         |
| AS Française Paris    | 6-1     | SC Sélestat      |
| Racing Club de France | 5-2     | US Saint-Servan  |
| CAP-Gallia Club       | 2-1     | Racing Calais    |
| CASG Paris            | 3-0     | Stade Bordeaux   |
| Le Havre AC           | 2-1     | US Boulogne      |
| Olympique Lille       | 2-1     | AS Amicale Paris |
| Olympique Marseille   | 6-1     | AS Valentigney   |

### 1/8 finale
De wedstrijden werden op 4 februari 1923 gespeeld.
| Winnaar              | Uitslag | Verliezer             |
| -------------------- | ------- | --------------------- |
| Red Star Amical Club | 1-0     | US Tourcoing          |
| FC Cette             | 1-0 *   | AS Française Paris    |
| Olympique Paris      | 4-1     | Racing Club de France |
| FC Rouen             | 1-0     | CA Paris              |

| Winnaar       | Uitslag | Verliezer           |
| ------------- | ------- | ------------------- |
| RC Roubaix    | 4-2     | CASG Paris          |
| Stade Rennes  | 4-2     | Le Havre AC         |
| FEC Levallois | 1-0     | Olympique Lille     |
| SC Nîmes      | 2-0     | Olympique Marseille |

* Een protest van AS Française vanwege het (gemeend) onrechtmatig mee spelen van een buitenlandse speler bij FC Cette werd door de FFFA in eerste instantie toegekend en definitief op 6 maart bekrachtigd. Op 15 april werd FC Cette na beroep alsnog in het gelijk gesteld. De inmiddels gespeelde wedstrijden Stade Rennes-AS Française in de kwartfinale en Stade Rennes-FC Rouen in de halve finale werden geannuleerd.

### Kwartfinale
De wedstrijden werden op 4 maart 1923 gespeeld, de wedstrijd Stade Rennes-AS Français op 18 maart (in afwachting van FFFA uitspraak) en FC Cette-Stade Rennes op 22 april (na annulering van genoemde wedstrijd op 15 april).
| Winnaar              | Uitslag | Verliezer          |
| -------------------- | ------- | ------------------ |
| Red Star Amical Club | 4-0     | RC Roubaix         |
| Stade Rennes         | 1-0 *   | AS Française Paris |
| FC Cette             | 2-0     | Stade Rennes       |
| Olympique Paris      | 3-0     | FEC Levallois      |
| FC Rouen             | 2-1     | SC Nîmes           |

* Geannuleerd (zie 1/8 finale)

### Halve finale
De wedstrijden werden op 8 april 1922 en 29 april gespeeld (FC Cette-FC Rouen, na annulering van Stade Rennes-FC Rouen op 15 april).
| Winnaar              | Uitslag  | Verliezer       |
| -------------------- | -------- | --------------- |
| Red Star Amical Club | 1-0      | Olympique Paris |
| Stade Rennes         | 1-1 nv * | FC Rouen        |
| FC Cette             | 1-0      | FC Rouen        |

* Geannuleerd (zie 1/8 finale)

### Finale
De wedstrijd werd op 6 mei 1923 gespeeld in het Stade Pershing in Parijs voor 20.000 toeschouwers. De wedstrijd stond onder leiding van scheidsrechter Gabriel Jandin.
| Winnaar                                                               | Uitslag | Finalist                                 |
| --------------------------------------------------------------------- | ------- | ---------------------------------------- |
| Red Star Amical Club                                                  | 4-2     | FC Cette                                 |
| Marcel Naudin 2' Marcel Naudin 7' Lucien Cordon 11' Robert Joyaut 17' |         | 16' William Cornelius 27' Georges Kramer |

1917/18 · 1918/19 · 1919/20 · 1920/21 · 1921/22 · 1922/23 · 1923/24 · 1924/25 · 1925/26 · 1926/27 · 1927/28 · 1928/29 · 1929/30 · 1930/31 · 1931/32 · 1932/33 · 1933/34 · 1934/35 · 1935/36 · 1936/37 · 1937/38 · 1938/39 · 1939/40 · 1940/41 · 1941/42 · 1942/43 · 1943/44 · 1944/45 · 1945/46 · 1946/47 · 1947/48 · 1948/49 · 1949/50 · 1950/51 · 1951/52 · 1952/53 · 1953/54 · 1954/55 · 1955/56 · 1956/57 · 1957/58 · 1958/59 · 1959/60 · 1960/61 · 1961/62 · 1962/63 · 1963/64 · 1964/65 · 1965/66 · 1966/67 · 1967/68 · 1968/69 · 1969/70 · 1970/71 · 1971/72 · 1972/73 · 1973/74 · 1974/75 · 1975/76 · 1976/77 · 1977/78 · 1978/79 · 1979/80 · 1980/81 · 1981/82 · 1982/83 · 1983/84 · 1984/85 · 1985/86 · 1986/87 · 1987/88 · 1988/89 · 1989/90 · 1990/91 · 1991/92 · 1992/93 · 1993/94 · 1994/95 · 1995/96 · 1996/97 · 1997/98 · 1998/99 · 1999/00 · 2000/01 · 2001/02 · 2002/03 · 2003/04 · 2004/05 · 2005/06 · 2006/07 · 2007/08 · 2008/09 · 2009/10 · 2010/11 · 2011/12 · 2012/13 · 2013/14 · 2014/15 · 2015/16 · 2016/17 · 2017/18 · 2018/19 · 2019/20 · 2020/21 · 
2021/22 · 2022/23 · 2023/24 · 2024/25 ·